# Théophile Condemine
Théophile Henri Condemine (ur. 25 stycznia 1895, zm. 20 grudnia 1981) – francuski as myśliwski z czasów I wojny światowej. Osiągnął 9 zwycięstw powietrznych. Należał do grona asów posiadających tytuł honorowy Balloon Buster.

## Życiorys
Théophile Henri Condemine urodził się w Champagne-et-Fontaine. Do wojska wstąpił 7 lutego 1913 roku został przydzielony do 10 Pułku Dragonów. Od 22 grudnia 1917 roku został przeniesiony do lotnictwa Armée de l’air i po przejściu szkolenia uzyskał licencję pilota (10 sierpnia 1918). Został przydzielony do eskadry SPA 154. Pierwsze zwycięstwo powietrzne odniósł 22 sierpnia 1918 roku nad balonem obserwacyjnym (razem z Louisem Grosem i Paulem Waddingtonem). 5 z 9 zwycięstw odniósł razem z innymi pilotami, którzy znaleźli się w gronie Balloon Busters: 2 z Michaelem Coiffardem i 3 z Jacques'em Ehrlichem.
Jego losy powojenne nie są bliżej znane.

## Odznaczenia
- Legia Honorowa V Klasy
- Croix de Guerre (1914-1918)